# Leskia similis
Leskia similis är en tvåvingeart som först beskrevs av Townsend 1916.  Leskia similis ingår i släktet Leskia och familjen parasitflugor. Inga underarter finns listade i Catalogue of Life.